# Lothar Wessolly
Lothar Wessolly (* 20. Jahrhundert) ist ein deutscher Ingenieur und Sachbuchautor.

## Leben und Wirken
Lothar Wessolly schloss ein Studium der Luft- und Raumfahrttechnik an der Universität Stuttgart mit der Promotion ab, arbeitete jedoch seit den 1990er Jahren ausschließlich im Forschungsfeld der Baumstatik, welches durch Übertragung von in anderen Ingenieurdisziplinen angewendeten Festigkeitskontrollmethoden auf das Problem der Baumkontrolle von ihm maßgeblich mitbegründet wurde.
Er entwickelte in dieser Zeit die sogenannte Elasto-/Inclino-Methode (SIM) zur Bestimmung von Stand- und Bruchsicherheit eines Baumes. Diese ist verwandt mit der von Günter Sinn entwickelten AfB-Methode; der getrennten Entwicklung beider Prüfverfahren ging eine enge Zusammenarbeit der Arbeitsstelle für Baumstatik (AfB, Günter Sinn) mit dem von Wessolly geleiteten Institut für Modellstatik an der Universität Stuttgart voraus.
Kritisch setzte er sich anlässlich der Verleihung des Deutschen Umweltpreises 2003 an Claus Mattheck mit dessen baumschädigender Visual-Tree-Assessment-Methode auseinander, einem zu der von ihm entwickelten Statisch Integrierten Abschätzung (SIA) in Konkurrenz stehenden Baumdiagnoseverfahren.
Lothar Wessolly betreibt in Stuttgart-Botnang ein Ingenieur- und Gutachterbüro. Im Laufe der Jahrzehnte erstellte er mehr als 10 000 Gutachten in ganz Europa, immer mit dem Ziel, möglichst viele der gefährdeten Bäume zu erhalten.

## Schriften
- in Koautorschaft mit Martin Erb: Handbuch der Baumstatik und Baumkontrolle. Patzer Verlag, Berlin 2014, ISBN 978-3-87617-128-9
- mit Martin Erb: Manual of tree statics and tree inspection. Patzer Verlag, Berlin 2016, ISBN 978-3-87617-143-2
- mit Robert K. Müller, Siegfried F. Stiemer: Modelltechnik für Seilnetze. Inst. für Modellstatik, Stuttgart 1976